# Ispica

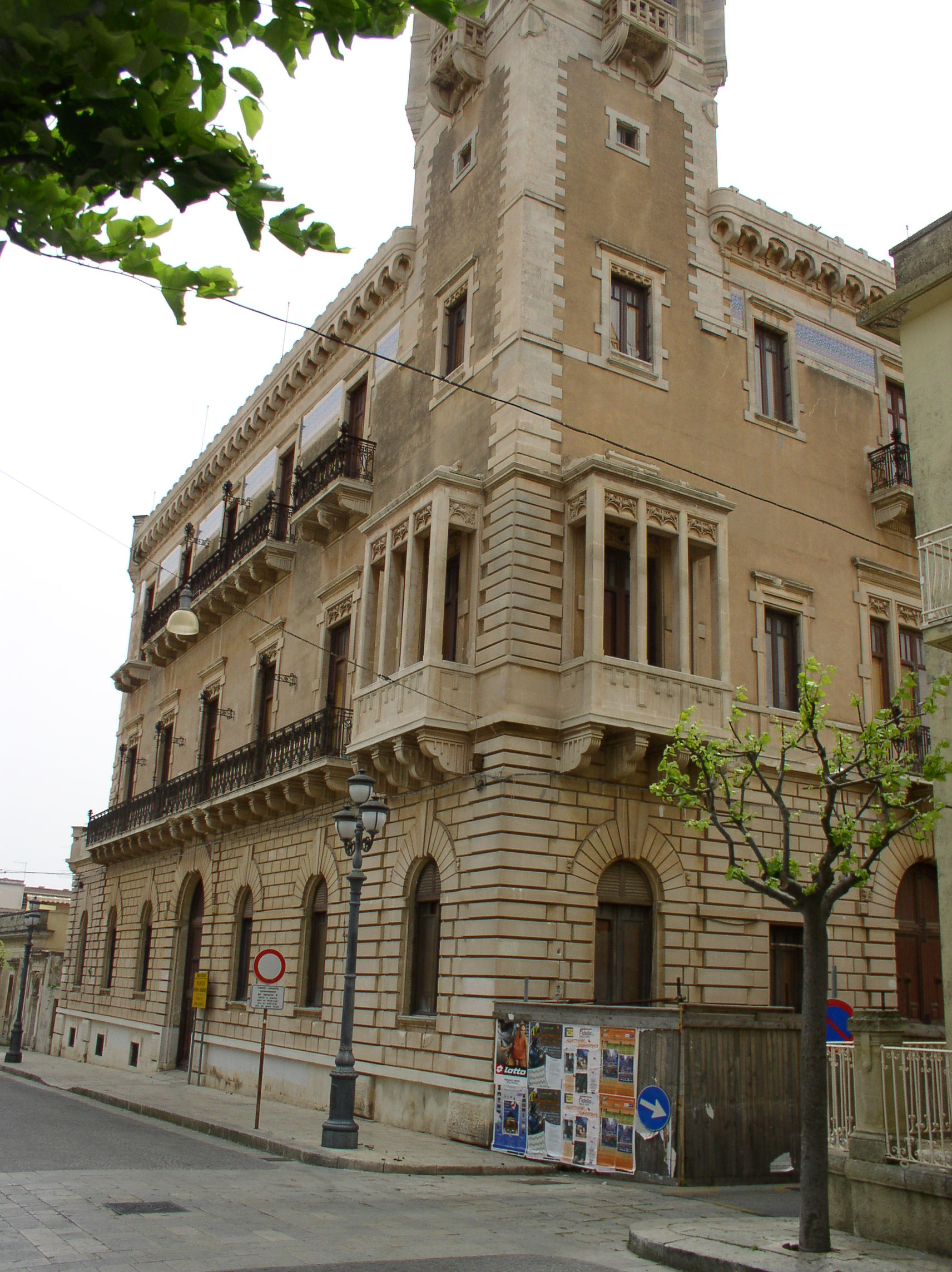
Palazzo Comunale

Ispica – miejscowość i gmina we Włoszech, w regionie Sycylia, w prowincji Ragusa.
Według danych na rok 2004 gminę zamieszkiwały 14 403 osoby, 127,5 os./km².